# Eduard Pechmann von Massen
Eduard Pechmann, ab 1866 Ritter Pechmann von Massen (auch Eduard Ritter von Pechmann; * 9. Februar 1811 in Bjelovar; † 23. Oktober 1885 in Görz), war ein österreichischer Feldmarschallleutnant und Geograph.

## Leben
Pechmann durchlief zwischen 1822 und 1830 die Theresianische Militärakademie. Anschließend wurde er 1830 im Infanterieregiment Nr. 16 als Leutnant aufgenommen. 1834 wurde er Oberleutnant. Er wirkte in verschiedener Verwendung als Adjutant und wurde 1840 aufgrund einer Duellaffäre pensioniert. Der aufgrund seiner mathematischen Begabung bekannte Offizier wurde 1842 in den Militärdienst zurückgeholt. Er war anschließend als Oberleutnant beim Militärgeographischen Institut und wurde bei Vermessungen in Siebenbürgen, Ungarn, Galizien und Tirol eingesetzt. Am 20. Juli 1851 wurde er zum wirklichen Hauptmann im Ingenieurkorps befördert, in welchem er am 2. Februar 1855 zum Major und am 2. Juli 1859 zum Oberstleutnant aufstieg. Ab 1854 war er im Hauptquartier des Erzherzogs Albrecht von Österreich-Teschen eingesetzt.
Pechmann kam 1860 als Referent bei der Generaldirektion des Grundsteuerkatasters im k.k. Finanzministerium in Wien in Stellung. In dieser Stellung konnte er verschiedene Reformen durchführen. Im März 1860 erhielt er den Titel eines Oberst, am 27. April 1861 die Beförderung zum wirklichen Oberst. 1866 wurde er erneut pensioniert. 1868 wurde er wieder in den aktiven Dienst berufen, um die 6. Abteilung des Kriegsministeriums unter dem Minister Franz Freiherr Kuhn von Kuhnenfeld zu leiten. Ihm war dabei die Reform der höheren Ausbildung der Zöglinge der Militärausbildung übertragen, die an die der zivilen Schulen angeglichen werden sollten. Im November 1869 wurde er zum Generalmajor befördert und mit seiner endgültigen Pensionierung 1874 schließlich zum Feldmarschallleutnant.
Pechmann war von 1862 bis 1863 Vizepräsident sowie von 1863 bis 1864 Präsident der k.k. geographischen Gesellschaft zu Wien.

## Ehrungen (Auswahl)
- 1866 Ritter des kaiserlichen Ordens der Eisernen Krone III. Klasse mit Nobilitierung in den Ritterstand
- Ritter des kaiserlich russischen Annenordens III. Klasse
- Ritterkreuz des Verdienstordens der Bayerischen Krone

## Werke (Auswahl)
- Die geographische Breite von Innsbruck, Auer, Wien 1859.
- Die Abweichung der Lothlinie bei astronomischen Beobachtungsstationen und ihre Berechnung als Erforderniss einer Gradmessung, 2 Bände, Gerold, Wien 1863–1865.
- Notizen zur Höhen- und Profilkarte, nebst dem Verzeichnisse der trigonometrisch bestimmten Höhen von Tirol und Vorarlberg, Geithler, Wien 1865.
- Ein pädagogischer Beitrag zur Massenerziehung in den k. k. Militärinstituten, Prag 1882.